# Orphnus compactilis
Orphnus compactilis är en skalbaggsart som beskrevs av Max Quedenfeldt 1884. Orphnus compactilis ingår i släktet Orphnus och familjen Orphnidae. Inga underarter finns listade i Catalogue of Life.